# Simone Breton
Simone Rachel Breton, geborene Kahn (* 3. Mai 1897 in Iquitos, Peru; † 30. März 1980 in Paris), war eine französische Frauenrechtlerin und Galeristin. Sie war in erster Ehe mit dem Surrealisten André Breton verheiratet.

## Leben
Simone Kahn wuchs als Tochter einer wohlhabenden Straßburger Bankiersfamilie in Paris auf. Nach der Schule absolvierte sie ein Literaturstudium an der Sorbonne. In der Buchhandlung „La maison des amis des livres“ begegnete sie 1919 erstmals André Breton, der mit Louis Aragon und Philippe Soupault die Zeitschrift Littérature herausgab. Auf einer Dada-Lesung Bretons kamen sie sich näher. Kahn, die ihr Studentenleben im Quartier Latin, dem Pariser Studenten- und Künstlerviertel genoss, war von Breton fasziniert.
Am 15. September 1921 heirateten Kahn und Breton. Paul Valéry war Trauzeuge. Das Paar zog in die rue Fontaine 42 am Montmartre in Paris. Ihr Zuhause wurde zum Zentrum der Zusammenkünfte mit befreundeten Künstlern und Intellektuellen. Doch die Rolle als „Frau eines berühmten Künstlers“ erfüllte Simone Breton nicht lange. Sie war keine Künstlerin und fühlte sich dem Kreis nicht wirklich zugehörig. Sie war jedoch sehr geschäftstüchtig und arbeitete aktiv im Büro für surrealistische Forschungen mit, das im Oktober 1924 in der Pariser Rue Grenelle eröffnet worden war. Für Breton wurde sie immer mehr nur zur Arbeitskollegin, seine ganze Leidenschaft gehörte seinem künstlerischen Schaffen. Die von ihm paradigmatisch als „surreal“ erlebte Begegnung mit einer jungen Frau namens Nadja (ihr realer Name lautete Léona Delcourt) inspirierte ihn zu seinem Roman Nadja, den er 1928 schrieb.
Simone Breton begann eine Affäre mit dem jungen Literaten Max Morise; sie trennte sich jedoch wieder von ihm. Breton, der selbst eine weitere Affäre mit Suzanne Muzard hatte, entfremdete sich seiner Ehefrau zusehends. 1929 ließ sich das Paar auf Wunsch Bretons scheiden. Es erschien die Schmähschrift Un cadavre, mit der einige Mitglieder der surrealistischen Bewegung ihre Solidarität mit der verlassenen Ehefrau bekannten.
Im Jahr 1932 lernte sie den Professor und Soziologen Michel Collinet kennen und heiratete ihn 1938. Als die Deutschen 1940 in Paris einmarschierten, sah sich Simone Breton wegen ihrer jüdischen Herkunft gezwungen unterzutauchen und verließ Paris bis zum Kriegsende. 1948 erwarb sie die Galerie „Künstler und Kunsthandwerker“ in der 31 rue de Seine in Paris. Sie nahm Kontakt zu früheren Bekannten aus der Künstlerszene auf, unter anderem zu Max Ernst und Salvador Dalí, und widmete sich mit deren Hilfe ihren Ausstellungen. Von 1954 bis 1965 leitete sie die Galerie Fürstenberg in der 2 rue Fürstenberg, wo sie nur surreale Künstler ausstellte.
Simone Breton schloss sich der Frauenbewegung „Féministes Révolutionnaires“ um Simone de Beauvoir an. 1971 unterzeichnete sie die berühmte Streitschrift für das Recht auf Abtreibung (Le manifeste des 343 salopes).
Befragt über die Sturmzeit des Surrealismus in den 1920er Jahren, erwähnte der nachmals noch zweimal verheiratete André Breton seine damalige Ehefrau, von deren Geld er gelebt hatte, mit keinem Wort.